# 声己
声己（？—？），己姓，谥声，莒国人，戴己陪嫁的妹妹，孟惠叔的生母。戴己死后，孟穆伯又去莒国行聘礼，莒国人认为声己应该成为继室而辞谢了他。
孟穆伯的饰棺被取回鲁国后，声己不肯去看棺材，在帷堂里哭泣。